# Stoner-Movie
Ein Stoner-Movie oder Stoner-Film (dt. auch Kiffer-Film) ist eine Filmkomödie, die sich vor allem dadurch auszeichnet, dass in ihr Cannabis-Konsum eine zentrale Rolle spielt. Klassische Beispiele für Stoner-Filme sind die Cheech-und-Chong- und Harold-und-Kumar-Filmreihen.

## Beschreibung und Geschichte des Genres
Der Stoner-Film ist eine unscharfe Genre-Bezeichnung für einen Film, dessen Handlung sich um den Konsum von Marihuana oder von anderen Cannabis-Drogen dreht beziehungsweise in dem diese für sein Ambiente oder die Charakterisierung seiner Hauptfiguren von entscheidender Bedeutung sind. Der Stoner-Film ist dabei meist als eine Filmkomödie konzipiert, in der der Drogenkonsum unter einem humoristischen Blickwinkel betrachtet wird. Dieser wird dementsprechend mehr oder weniger positiv und zudem oft satirisch überhöht dargestellt. Typische Handlungselemente sind hierbei das Beschaffen und Konsumieren von Marihuana sowie der Konflikt mit beziehungsweise die Flucht vor den staatlichen Behörden. Die Protagonisten sind oft männlich und beste Freunde, die gemeinsam dem Marihuanakonsum frönen und dabei diverse Abenteuer und Verwicklungen erleben. Frauen treten in diesen Zusammenhang meist nur in Nebenrollen auf.
Das Genre bildete sich im amerikanischen Film gegen Ende der 1970er und Anfang der 1980er Jahre heraus. Prägend waren hier vor allem die Cheech-und-Chong-Filme (1978–1985), die als archetypische Beispiele für das Genre anzusehen sind. Ein weiterer klassischer Stoner-Film aus dieser Zeit ist Ich glaub’, ich steh’ im Wald (1982), in diesem wird das für viele Stoner-Filme typische Männerduo durch eine Schülerclique ersetzt, wie auch ein Jahrzehnt später in Confusion – Sommer der Ausgeflippten (1993). 1995 kam der erste der Friday-Filme ins Kino und am Ende des Jahrzehnts folgten mit Bongwater (1997), Half Baked – Völlig high und durchgeknallt (1998), Homegrown (1998) und The Big Lebowski (1998) eine Reihe ganz unterschiedlicher Stoner-Filme. Im ersten Jahrzehnt des 21. Jahrhunderts entstanden auch die ersten Stoner-Filme außerhalb des amerikanischen Kinos. Im deutschsprachigen Raum gehören dazu Lammbock – Alles in Handarbeit (2001), Cannabis – Probieren geht über Regieren (2006) und Contact High (2009). In England drehte Nigel Cole die erfolgreiche Kleinstadtkomödie Grasgeflüster (2000) und im ostasiatischen Kulturkreis entstand der chinesische Spielfilm Help Me Eros (2008). Auch im amerikanischen Kino wurden weiterhin Stoner-Filme gedreht. Bereits in den 1990er Jahren hatte Kevin Smith mit dem Duo Jay und Silent Bob zwei klassische Stoner-Figuren geschaffen. Diese traten zunächst in kleinen Nebenrollen in mehreren seiner Filme auf und erhielten dann 2001 mit Jay und Silent Bob schlagen zurück ihren eigenen Film. Mit Grandma’s Boy (2006) und den Harold-und-Kumar-Filmen (ab 2004) folgten dann weitere archetypische Stoner-Filme. Der Film Ananas Express (2008) kombinierte das Genre des Stoner-Films mit dem des Actionfilms und Your Highness (2011) mit dem des Fantasyfilms.
Der Übergang zu anderen Filmgenres ist fließend und oft lassen sich einzelne Stoner-Filme auch zusätzlich anderen Genres zuordnen. So sind zum Beispiel Ich glaub’, ich steh’ im Wald und Confusion – Sommer der Ausgeflippten auch Schülerfilme und die Filme der Cheech-und-Chong- und Harold-und-Kumar-Reihe können auch als Buddy-Filme aufgefasst werden. Darüber hinaus weisen die ersten beiden Filme der Harold-und-Kumar-Reihe auch Elemente eines Roadmovies auf. Gelegentlich wird der Stoner-Film daher auch als Subgenre bezeichnet, allerdings lässt er sich nicht als Subgenre eines einzelnen Genres auffassen, sondern er findet sich stattdessen in verschiedenen Genres als eine mögliche Untergruppierung wieder.
Nicht jeder Film, in dem Marihuana oder Marihuanakonsumenten zu sehen sind, ist automatisch ein Stoner-Film. Nur wenn das Marihuana von entscheidender Bedeutung für die Handlung oder Charakterisierung der Hauptfiguren ist und zudem die typischen komödiantischen Elemente vorhanden sind, spricht man von einem Stoner-Film. Filmdramen oder Tragödien, in denen Drogenkonsum beschrieben wird bzw. eine wichtige Rolle spielt, werden, auch bei einem satirischen Unterton, im Normalfall nicht als Stoner-Filme angesehen.
Im Gegensatz dazu wird der als Anti-Marihuana-Propaganda konzipierte Spielfilm Reefer Madness (1936) traditionell als ein Stoner-Film betrachtet, obwohl er die Kriterien des Genre eigentlich nicht erfüllt. Er wurde jedoch von den späteren Zuschauergenerationen oft als (unbeabsichtigte) Realsatire empfunden und verfügt dadurch gewissermaßen unfreiwillig über die entsprechenden komödiantischen Elemente. Der Musikfilm Kifferwahn (2006) greift diesen Punkt auf und stellt eine Art Persiflage des ursprünglichen Films in Form eines Musicals dar.
Mit Super High Me (2007) und Totally Baked (2008) entstanden zwei satirische Marihuana-Dokumentationen, die enge Bezüge zum Genre des Stoner-Films aufweisen, vor allem da sie den für Stoner-Filme typischen Humor verwenden. Totally Baked verfügt dabei auch über gestellte Filmszenen, die wie Ausschnitte aus Stoner-Filmen wirken.

## Liste bekannter Stoner-Movies
- 1936: Reefer Madness[10][11][5][12]
- 1978–1985, 2010, 2013: Cheech-&-Chong-Filme, z. B. Viel Rauch um nichts (1978) und Cheech & Chong’s Animated Movie (2013)[10][13][11]
- 1982: Ich glaub’, ich steh’ im Wald[10][11]
- 1993: Confusion – Sommer der Ausgeflippten[10][13][11]
- 1994: Chicks
- 1995, 2000, 2002: Friday-Filme[10][13][11][7]
- 1997: Bongwater[11]
- 1998: The Big Lebowski[10][13][11][1]
- 1998: Half Baked – Völlig high und durchgeknallt[10][13][11][4]
- 1998: Homegrown
- 2000: Grasgeflüster[8][14]
- 2000: Ey Mann, wo is’ mein Auto?[11][4][15]
- 2001: Super Troopers – Die Superbullen[11][4]
- 2001: Jay und Silent Bob schlagen zurück[11]
- 2001: Lammbock – Alles in Handarbeit[16]
- 2001: So High[4][7]
- 2003: Rolling Kansas[4]
- 2004, 2008, 2011: Harold-&-Kumar-Filme[13][17]
- 2006: Kifferwahn
- 2006: Grandma’s Boy
- 2006: Cannabis – Probieren geht über Regieren
- 2007: Super High Me
- 2007: Smiley Face[4][14]
- 2008: Help Me Eros
- 2008: Totally Baked
- 2008: Growing Op
- 2008: The Wackness – Verrückt sein ist relativ[10][14]
- 2008: Ananas Express[13][11][15]
- 2009: Contact High
- 2009: Leaves of Grass
- 2009: Sex Pot
- 2010: High School – Wir machen die Schule dicht[18]
- 2011: Your Highness[10][13][12]
- 2012: Mac and Devin Go To High School[19]
- 2014: Trailer Park Boys: Don’t Legalize It
- 2014: Cannabis Kid[20]
- 2014: Knights of Badassdom[14]
- 2014: Oliver Stoned[21]
- 2015: American Ultra[22]
- 2015: Die Highligen Drei Könige[23]
- 2017: Lommbock
- 2017: Ripped[24]